# Кетебай (Індерський район)
Кетеба́й (каз. Кетебай) — село у складі Індерського району Атирауської області Казахстану. Входить до складу Жарсуатського сільського округу.
Населення — 37 осіб (2021; 136 у 2009, 187 у 1999, 186 у 1989).